# Trophée de la Voiture de l'Année Motor Trend
La voiture de l'année Motor Trend (COTY) est un prix annuel décerné par le magazine Motor Trend pour reconnaître la meilleure voiture neuve ou considérablement restylée au cours d'une année donnée.

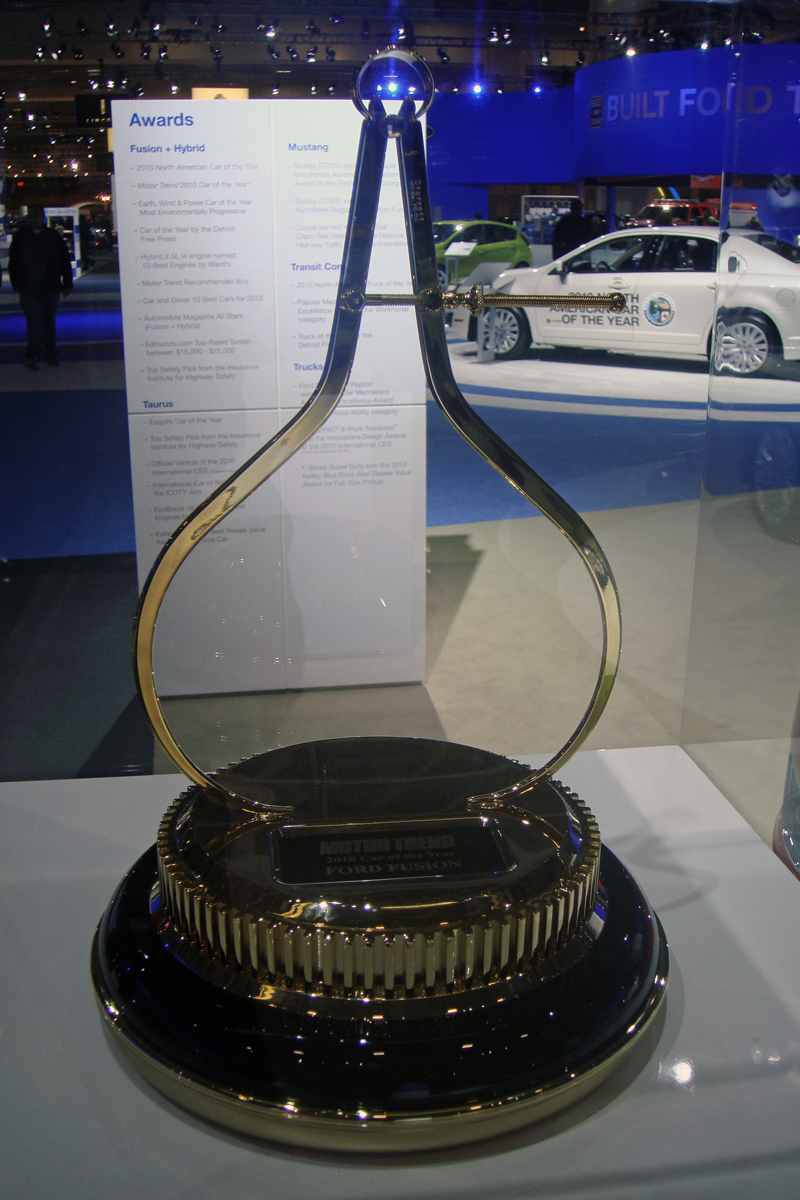
Trophée "golden calipers" de la voiture de l'année Motor Trend

## Contexte
Motor Trend , qui a fait ses débuts en 1949, a été la première publication à nommer une voiture de l'année .  Le premier prix Motor Trend reconnaissait le moteur V8 de Cadillac en 1949.
Les premiers prix ont été attribués au fabricant ou à la division, et non à un véhicule en particulier.  La Ford Thunderbird de 1958 est le premier modèle sélectionné. En 1970, la Ford Torino a remporté le COTY tandis que Motor Trend a choisi la Porsche 914 pour son premier prix Import COTY.
En 1972, la Citroën SM importée à faible volume a remporté le prix COTY.  Entre 1976 et 1999, le prix COTY a été divisé en deux: COTY national et COTY importation.
Le trophée a été recombiné en 2000 car les distinctions entre les voitures nationales et les voitures d'importation devenaient de plus en plus difficiles.  Le prix a été élargi pour inclure une camionnette (à partir de 1979) et un véhicule utilitaire sport (SUV) (à partir de 1999), qui sont reconnus séparément de la voiture de l'année. 
Au fil du temps, d'autres publications et organisations ont repris le prix de la voiture de l'année de Motor Trend et en ont créé le sien.  Ces désignations COTY peuvent cibler des marchés régionaux, des types de véhicules, des segments de marché spécifiques ou d’autres critères.  Le Trophée européen de la voiture de l'année, créé en 1964 par un groupe de magazines automobiles, ou la «voiture verte de l’année» sélectionnée par un panel d’experts de l’automobile et de l’environnement,.

## Impact
La voiture de l'année de Motor Trend est «l'un des honneurs les plus prestigieux décernés dans l'industrie automobile».
Le trophée du vainqueur, une représentation d'étriers , est souvent utilisé dans le marketing et la publicité du constructeur gagnant,. La plupart des voitures qui remportent ce prix font état d'une hausse des ventes,.

## Critères
Pour être éligible à ce prix, la voiture doit être un tout nouveau véhicule ou considérablement amélioré mis en vente dans les douze mois suivant le mois de novembre précédent. 
Entre les prétendants, ce n'est pas un test de comparaison.  En 2014, à titre d'exemple, les juges Motor Trend ont débattu afin d'évaluer chaque véhicule par rapport à six critères clés: 
| Critères                          | Remarque |
| --------------------------------- | --- |
| Conception                        | Style extérieur et intérieur bien exécuté; véhicule innovant; sélection de matériaux                               |
| Excellence en ingénierie          | Concept et exécution du véhicule; technologie rentable qui profite au consommateur                                 |
| Efficacité                        | Faible consommation de carburant et empreinte carbone par rapport à l'ensemble concurrentiel du véhicule           |
| Sécurité                          | Actif: aide le conducteur à éviter un accident; Secondaire: protéger les occupants des dommages lors d'un accident |
| Valeur                            | Prix concurrentiels et niveaux d'équipement comparés aux véhicules du même segment de marché                       |
| Performance de la fonction prévue | À quelle mesure le véhicule est efficace dans ce que ses planificateurs, concepteurs et ingénieurs ont prévu.      |

De plus, Motor Trend considère uniquement les voitures dont le prix de base est inférieur à 100 000 dollars US afin d'éviter les voitures de luxe coûteuses qui deviendraient dominantes.
Les véhicules sont soumis à une batterie de tests: des tests de voiture standard tels que les valeurs de dérapage, d'accélération et de quart de mile, ainsi que des évaluations de l'intérieur sont réalisés par des testeurs agréés par le Sports Car Club of America sur des routes normales pour tester leur motricité dans des conditions normales et leur économie de carburant. Aux camions et les VUS sont ajoutés la capacité de remorquage et la vitesse, ainsi qu'un parcours hors route, au régime habituel. 

## Liste des voitures de l'année
2023 Genesis G90
2022 Lucid Air
2021 Mercedes-Benz Classe E
2020 Chevrolet Corvette C8
2019 Genesis G70
2018 Alfa Romeo Giulia
2017 Chevrolet Bolt EV
2016 Chevrolet Camaro VI
2015 Volkswagen Golf Mk7
2014 Cadillac CTS
2013 Tesla Model S
2012 Volkswagen Passat
2011 Chevrolet Volt
2010 Ford Mondeo
2009 Nissan GT-R
2008 Cadillac CTS
2007 Toyota Camry
2006 Honda Civic XVII
2005 Chrysler 300
2004 Toyota Prius
2003 Infiniti G35
2002 Ford Thunderbird XI
2001 Chrysler PT Cruiser
2000 Lincoln LS
1999 Chrysler 300M
1998 Chevrolet Corvette (C5)
1997 Chevrolet Malibu
1996 Dodge Caravan
1995 Chrysler Cirrus
1994 Ford Mustang IV
1993 Ford Probe GT
1992 Cadillac Seville Touring Sedan
1991 Chevrolet Caprice Classic LTZ
1990 Lincoln Town Car
1989 Ford Thunderbird X SC
1988 Pontiac Grand Prix
1987 Ford Thunderbird IX Turbo Coupe
1986 Ford Taurus I LX
1985 Volkswagen Mk2 GTI
1984 Chevrolet Corvette (C4)
1983 AMC Alliance / Renault Alliance
1982 Chevrolet Camaro III Z28
1981 Chrysler K Cars, Dodge Aries and Plymouth Reliant
1980 Chevrolet Citation
1979 Buick Riviera S
1978 Chrysler, Dodge Omni and Plymouth Horizon
1977 Chevrolet Caprice
1976 Chrysler, Dodge Aspen and Plymouth Volare
1975 Chevrolet Monza 2+2
1974 Ford Mustang II
1973 Chevrolet Monte Carlo
1972 Citroën SM
1971 Chevrolet Vega
1970 Ford Torino
1969 Plymouth Road Runner
1968 Pontiac GTO
1967 Mercury Cougar
1966 Oldsmobile Toronado
1965 Pontiac Motor Division
1964 Ford Motor Company
1963 American Motors (AMC) Rambler
1962 Buick Special
1961 Pontiac Tempest
1960 Chevrolet Corvair
1959 Pontiac Motor Division
1958 Ford Thunderbird (seconde génération)
1957 Chrysler Corporation
1956 Ford Motor Company
1955 Chevrolet Motor Division
1954 Pas de prix
1953 Pas de prix
1952 Cadillac Motor Division
1951 Chrysler Corporation
1950 Pas de prix
1949 Cadillac Motor Division